# 阿赫馬德·阿薩維大學

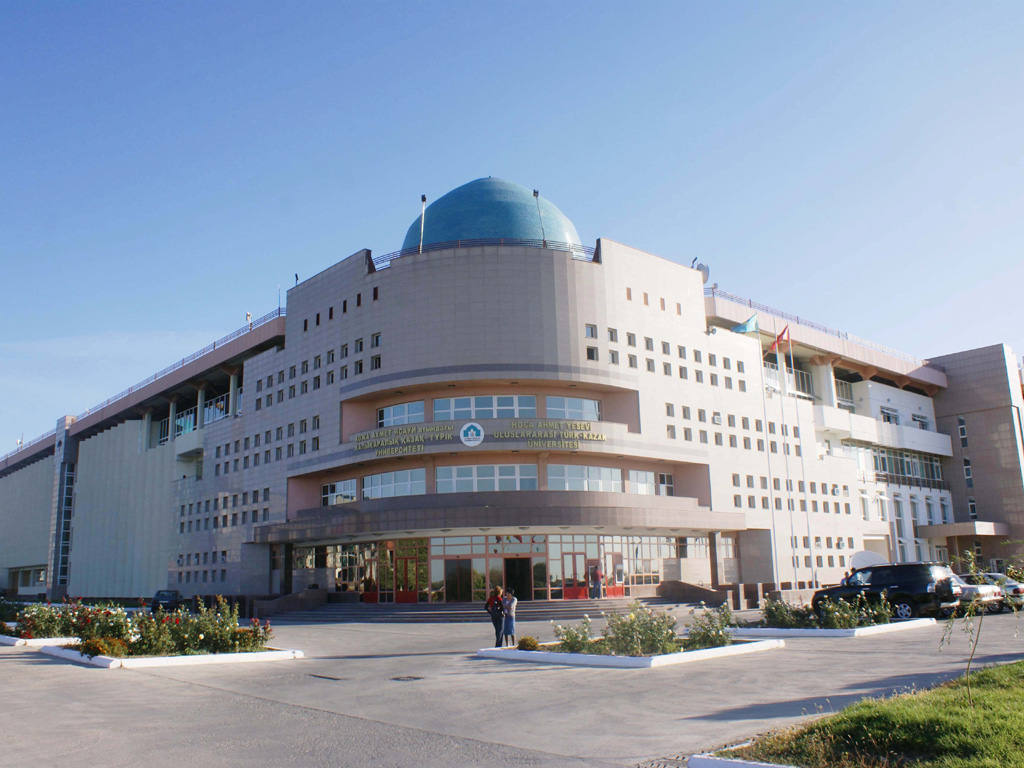
Ahmet Yesevi University Department of Philology (December 2013)

阿赫馬德·阿薩維大學是哈薩克斯坦突厥斯坦 (哈薩克斯坦)市的大學，名稱得自12世紀蘇非主義詩人阿赫馬德·阿薩維。此大學成立於1993年，有20000學生，10%學生來自土耳其。
此大學是土耳其和哈薩克斯坦的姊妹大學，在1993年哈薩克總統納扎爾巴耶夫和土耳其總統苏莱曼·德米雷尔簽署協議後成立。根據大學章程，大學校長是由哈薩克斯坦共和國高等教育委員會任命的，第一副院長由土耳其共和國高等教育委員會任命。校董會中有一半人是由國家任命的，土耳其任命委員會的負責人。
此大學也是高加索大學協會的成員。